# چمن‌خروس‌ها
چمن‌خروس‌ها (نام علمی: Tympanuchus) یک سرده کوچک از پرندگان از گروه سیاه‌خروس است. آنها معمولاً به عنوان چمن‌خروس (به انگلیسی: prairie chickens) شناخته می‌شوند.

## آرایه‌شناسی
سرده Tympanuchus در سال ۱۸۴۱ توسط جانورشناس آلمانی کنستانتین ویلهلم لمبرت گلوگر برای چمن‌خروس بزرگ معرفی شد. این نام ترکیبی از واژه یونانی باستان tumpanon به معنای «طبل قابلمه‌مانند» با ēkheō به معنای «صدا کردن» است.
این سرده شامل سه گونه است:
| نگاره | نام                        | نام رایج       | زیرگونه‌ها | پراکندگی                                                                            |
| ----- | -------------------------- | -------------- | --- | ----------------------------------------------------------------------------------- |
|       | Tympanuchus phasianellus   | سیاه‌خروس دم‌تیز | | از شمال به آلاسکا، از جنوب به کالیفرنیا و نیومکزیکو، و از شرق به کِبِک، کانادا        |
|       | Tympanuchus cupido         | چمن‌خروس بزرگ   | - مرغ مرغزار (Heath hen) (Tympanuchus cupido cupido؛ منقرض‌شده) - چمن‌خروس Attwater (Tympanuchus cupido attwateri) | مرکز ایالات متحده، سابقاً به سواحل اقیانوس اطلس                                      |
|       | Tympanuchus pallidicinctus | چمن‌خروس کوچک   | | غرب اوکلاهاما، تگزاس پانهندل شامل Llano Estacado، شرق نیومکزیکو و جنوب شرقی کلرادو. |

همه سه گونه از خروس‌های کوچکتر هستند و ۴۰ تا ۴۳ سانتیمتر سانتی‌متر (۱۶ تا ۱۷ اینچ) طول دارند. آنها در آمریکای شمالی در انواع مختلف از چمنزارها یافت می‌شوند. در نمایش جفت‌یابی روی پهنه نبرد جفت‌یابی (لک)، نرها صداهای غوغایی سرمی‌دهند و با سر به سمت جلو رفته، با دم بالا و کیسه بادشده گردنی رنگارنگ (در عکس بالا سمت راست نشان داده شده‌است) می‌رقصند. Tympanuchus از ریشه یونانی باستان می‌آید و به معنای "نگهداشتن یک طبل" است. این به کیسه‌های گردنی پوستی و صدای طبل مانند چمن‌خروس بزرگ اشاره دارد.
این دو گونه چمن‌خروس بسیار به هم مرتبط و بسیار شبیه به هم هستند.
گونه منقرض‌شده مرغ مرغزار در ساحل شرقی آمریکا که معمولاً زیرگونه چمن‌خروس بزرگ در نظر گرفته می‌شود، یک گونه جداگانه در نظر گرفته شده‌است.